# Hermann Lindner (Ingenieur)
Hermann Lindner (* 5. November 1905 in Neustift (Vahrn); † 19. Oktober  1957 in Wörgl) war ein österreichischer Ingenieur, Erfinder und Unternehmer.

## Leben
Hermann Lindner entstammte einer Tiroler Bergbauernfamilie aus dem Dorf Breitenbach. Nach dem Ersten Weltkrieg siedelte die 15-köpfige Familie nach Kundl im Bezirk Kufstein um. Dort absolvierte er eine Mechanikerlehre.
1939 wurde er zur Wehrmacht eingezogen und beim Überfall auf Polen verwundet. Während seiner Zeit im Lazarett legte er dem Rüstungskommando der Wehrmacht mehrere Konstruktionsvorschläge vor. Er wurde dem Rüstungskommando unterstellt und im weiteren Verlauf des Krieges aufgrund seiner Kenntnisse der Luftwaffe zugeteilt. Für seine Erfindungen wurde Lindner der Ingenieurtitel verliehen.
Sein erstes Patent war die gegenläufige Doppelluftschraube. Nach diesem Prinzip wurden rund 10 Versuchsflugzeuge hergestellt, die jedoch bei einem Bombenangriff zerstört wurden. Nach dem Ende des Krieges eröffnete Lindner eine mechanische Werkstatt in Kundl. In der späteren Lindner Traktorenwerk begann er 1946 mit der Herstellung von Gebirgsgattersägen für Naturwerksteinrohblöcke. 1948 begann er mit dem Traktorenbau. 1953 entwickelte er einen ersten Traktor, den ersten mit 4-Rad-Antrieb in Österreich. Vorteile seiner Erfindung war die bessere Schonung des Bodens und bessere Sicherheit durch vier einzeln gebremste Antriebsräder. Lindner Traktorenwerk befindet sich bis heute in Familienbesitz.
Am 19. Oktober 1957 wurde Lindner das Opfer eines Verkehrsunfalls und verstarb im Krankenhaus Wörgl.